# پاتریک آئودا
پاتریک آئودا (چکی: Patrik Auda؛ زادهٔ ۲۹ اوت ۱۹۸۹) بازیکن بسکتبال اهل جمهوری چک است.
از باشگاه‌هایی که در آن بازی کرده‌است می‌توان به باشگاه بسکتبال مانرسا اشاره کرد.